# Gaius Atilius Regulus
Gaius Atilius Regulus (ucis 225 î.Hr. la Telamon în bătălie) a fost unul dintre cei doi consuli romani care au învins invazia celtică a Italiei în 225 – 224 î.Hr. Regulus provenea dintr-o familie  proeminentă de consuli. 

## Familie
Regulus a fost ultimul fiu al eroului roman Marcus Atilius Regulus, consulul capturat în Primul Război Punic. Fratele său mai mare a fost consul în anul 227 î.Hr., alături de Publius Valerius Flaccus, și consul suffectus în 217 î.Hr. înlocuindu-l pe Gaius Flaminius și mai târziu cenzor. Un unchi cu nume asemănător a fost de două ori consul pe parcursul Primului Război Punic.
Tatăl său Marcus Atilius Regulus a murit în prizonierat în 250 î.Hr., iar Marcia, soția acestuia și mama lui Gaius Atilius Regulus, a ucis prin tortură doi prizonieri cartaginezi pentru a se răzbuna.

## Carieră militară
El a fost ales consul în 225 î.Hr. alături de patricianul Lucius Aemilius Papus, și a fost trimis să înăbușe o revoltă în Sardinia. Apoi s-a întors în Italia pentru a lupta împotriva galilor, pierzându-și viața în the bătălia de la Telamon.

## Legături externe
- Titus Livius, History of Rome, Rev. Canon Roberts (translator), Ernest Rhys (Ed.); (1905) London: J. M. Dent & Sons, Ltd.
- Polybius, Histories, 2.28-2.28.